# Celeabinsk
Celeabinsk (în rusă Челябинск) este un oraș din Rusia, în estul munților Urali, situat pe râul Mias, între 55°03′N 61°08′E și 55°19′N 61°17′E. Este capitala regiunii Celeabinsk.

## Populație
La recensămîntul din 2002 orașul avea o populație de 1,077,174 locuitori.

## Istorie
În 1736 s-a construit aici o fortăreață. În 1781 a devenit oraș. În jurul anului 1900 orașul a servit ca un centru de construcție al căii ferate trans-siberiene.
Celeabinskul s-a dezvoltat mult în perioada industrializării sovietice din anii 1930. S-au construit atunci o fabrică de tractoare și o uzină metalurgică. În al doilea război mondial, Stalin a mutat aici o parte din utilajele industriale evacuate în fața înaintării germane. S-au construit atunci în Celiabinsk tancurile T-34 și lansatoarele de rachete "Katiușa", ceea ce a făcut ca orașul să fie poreclit Tancograd.

## Fenomen astronomic
Un corp ceresc (meteorit sau asteroid, asemănător celui din Tunguska în 1908) a explodat în dimineața zilei de 15 februarie 2013 deasupra orașului, provocȃnd imense daune.